# В пошуках Форрестера
«Знайти Форрестера» «В пошуках Форестера» (англ. Finding Forrester) — американська кінодрама 2000 року режисера Ґаса Ван Сента, сценарист Майк Річ.

## Зміст
Джамал Волес — перспективний молодий афроамериканець з Бронксу, має два захоплення: баскетбол і літературу. Його життя дуже змінюється, коли він з друзями побився об заклад, що увійде до помешкання відлюдькуватого старшого чоловіка, вікна якого виходили на їх баскетбольний майданчик. Цим чоловіком виявився Вільям Форрестер, автор єдиного роману століття «Місце висадки Авалон», який був коронований Пулітцерівською премією. Після першого роману Форрестер нічого не опублікував.
З цього моменту, між Джамалом і Вільямом зароджується справжня дружба, яка допоможе молодому Джамалові зрозуміти тонкощі письменницького фаху, а у Вільяма, який був дуже самотнім протягом багатьох років, знову розбудить смак до життя.

## Ролі виконували
- Шон Коннері — Форрестер
- Роб Браун — Джамал
- Мюррей Абрахам — Кровфорд
- Анна Паквін — Клер
- Баста Раймс — Терел
- Ейпріл Грейс — пані Джойс
- Майкл Пітт — Колрідж
- Метт Деймон — Сандерсон

## Нагороди
- 2000 Премія Товариства кінокритиків Лас-Вегасу[fr]:
  - найкращий актор-початківець — Роб Браун
- 2001 Нагорода Берлінського кінофестивалю:
  - Приз Гільдії німецьких артгаусних кінотеатрів — Ґас Ван Сент
- 2001 Нагорода Товариства кінокритиків Фінікса[fr]:
  - найкращому акторові-початківцю — Роб Браун

## Навколо фільму
- Хоча фільм не оснований на реальній історії, кінокритики порівнюють персонажа, якого грає Коннері, з реальним життям письменника Селінджера. Це пізніше підтвердив сам Коннері, джерелом натхнення для його ролі у фільмі був Селінджер.[5]
- У фільмі говориться, що Форрестер у 1954 році виграв Пулітцерівську премію за Художню літературу. Однак у цьому році не було Пулітцерівської нагороди для цієї категорії.[6]
- Під час знімання з'ясувалося, що Коннері не вмів друкувати на машинці. Тому для відповідних кадрів підібрали подібні руки того ж віку, які могли друкувати.